# Galilea (La Rioja)
Galilea település Spanyolországban, La Rioja autonóm közösségben. Galilea Agoncillo községgel határos. Lakosainak száma 407 fő (2024).

## Népesség
A település népessége az elmúlt években az alábbi módon változott:
| Lakosok száma | 288  | 298  | 349  | 389  | 381  | 365  | 342  | 351  | 387  | 407  |
|               | 2001 | 2004 | 2007 | 2009 | 2012 | 2014 | 2017 | 2019 | 2022 | 2024 |